# Leopoldo Jiménez
Leopoldo Rafael Jiménez (ur. 22 maja 1978 w Caracas) – wenezuelski piłkarz występujący na pozycji pomocnika.

## Kariera klubowa
Jiménez karierę rozpoczynał w 1997 roku w zespole ItalChacao, z którym w 1999 roku zdobył mistrzostwo Wenezueli. W 2003 roku odszedł do UA Maracaibo, gdzie spędził tam rok. Potem przeniósł się do kolumbijskiego Once Caldas. W tym samym roku wygrał z nim Copa Libertadores.
Na początku 2005 roku Jimenéz podpisał kontrakt z hiszpańskim zespołem Córdoba CF z Segunda División. Do końca sezonu 2004/2005 rozegrał tam 18 spotkań. W połowie 2005 roku odszedł do rosyjskiej Ałaniji Władykaukaz. Jej barwy reprezentował w sezonach 2005 oraz 2006. W tym czasie zagrał tam w 9 meczach w pierwszej lidze.
W 2006 roku Jimenéz wrócił do Wenezueli, gdzie został graczem klubu Deportivo Táchira. Po roku spędzonym w tym klubie, przeszedł do cypryjskiego Arisu Limassol, gdzie grał przez pół roku. Następnie występował w wenezuelskich drużynach Deportivo Italia, Estudiantes de Mérida, Carabobo FC oraz Deportivo Anzoátegui, gdzie w 2015 roku zakończył karierę.

## Kariera reprezentacyjna
W reprezentacji Wenezueli Jiménez zadebiutował w 1999 roku. W tym samym roku znalazł się w drużynie na Copa América. Na tamtym turnieju, zakończonym przez Wenezuelę na fazie grupowej, wystąpił w spotkaniach z Brazylią (0:7), Chile (0:3) oraz Meksykiem (1:3).
W 2001 roku Jiménez ponownie wziął udział w Copa América. Zaliczył na nim 2 pojedynki: z Kolumbią (0:2) oraz Ekwadorem (0:4). Wenezuela zaś zakończyła puchar na fazie grupowej.
W 2004 roku po raz trzeci został powołany do kadry na Copa América. Zagrał na nim w meczach z Kolumbią (0:1), Peru (1:3) oraz Boliwią (1:1), a Wenezuela odpadła z turnieju po fazie grupowej.
W latach 1999–2005 w drużynie narodowej Jiménez rozegrał 61 spotkań.